# Vatica rynchocarpa
Espèce
Classification phylogénétique
Statut de conservation UICN

 EN  : En danger
 Vatica rynchocarpa est une espèce de plantes à fleurs de la famille des Dipterocarpaceae. C'est un arbre sempervirent endémique du Nord-Ouet de Bornéo.

## Répartition et habitat
L'espèce est extrêmement localisée dans les forêts alluviales sur sol argileux du Brunei Darussalam et du Sarawak.

## Préservation
L'espèce est en danger critique d'extinction du fait de la déforestation et l'exploitation forestière.